# Алмере (озеро)
Алмере (нидерл. Almere) — бывшее внутреннее озеро, располагавшееся в центральном районе нынешних Нидерландов в Средние века на месте нынешнего Эйсселмер.

## Возникновение
На месте рассматриваемого объекта уже существовал озёрный комплекс, который в 44 году н. э. был назван римским географом Помпонием Мелой Флевонским озером. Другие источники говорят о Flevum, что означает то же самое, что и Vliestroom. Флевонское озеро после римского периода вышло из своих берегов и превратилось в озеро Алмере. В середине этого озера был остров Флево, из которого возникли позднее Урк и Схокланд. В то время этот комплекс был относительно небольшим и был связан с морем речным устьем или, возможно, узкой протокой Вли, берега которой позднее станут островами Влиланд и Терсхеллинг.

## Название
Впервые Алмере упоминается в священном писании об англосаксонском епископе Бонифации. В нём говорится, что этот архиепископ (убитый в 754 году близ Доккюма) плыл в 753 году из Рейна по водному объекту под названием Алмере в направлении нынешней Фрисландии. В дарственном акте конца X века остров Урк упоминается как «Урк на Алмере». В этом документе от 966 года от императора Оттона I к монастырю Святого Пантелеймона в Кёльне указывается: лат. cuiusdam insulae medietatem in Almere, que Urch vocatur («одна половина острова на Алмере, называемого Урк»).
По мнению некоторых, Almere в переводе с древнегерманского означает «большое озеро», где слово mere является более ранней формой современного нидерл. meer («озеро»). Германское ala является предшественником нидерл. al, что означает «целое», а в сложных словах «большой» или «очень». Согласно более позднему мнению, часть слова al (в старой форме ael) имеет отношение к названию угря (нидерл. aal).
Название города Алмере происходит от названия этого озера.

## Превращение в Зёйдерзе
Предположительно, вода в Алмере в то время, когда озеро получило своё название (в раннем средневековье), была пресная или слабо солёная. Утрехтская церковь владела правами на рыболовство в Алмере.
Появление Зёйдерзе на месте Алмере в Средние века, вероятно, имело несколько причин:
- повышение уровня моря в результате потепления климата в Средние века;
- раскопки торфяных болот фризами в Западной Фрисландии (Энкхёйзен, Медемблик и т. д.), что привело к соединению Алмере и Ваттового моря через Вли;
- наводнения, такие как Наводнение Всех святых в 1170 году[6].